# X86-64

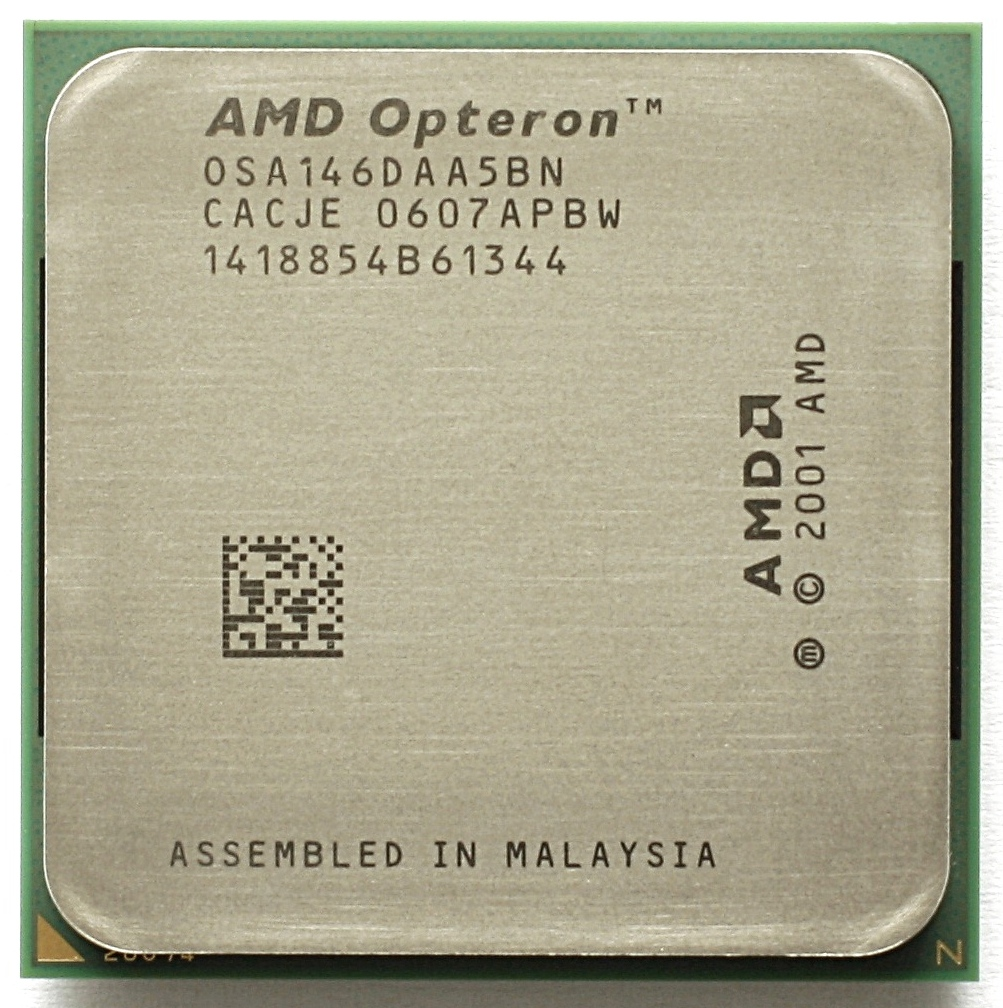
Opteron, la prima CPU a introdurre le estensioni x86-64 nel 2003

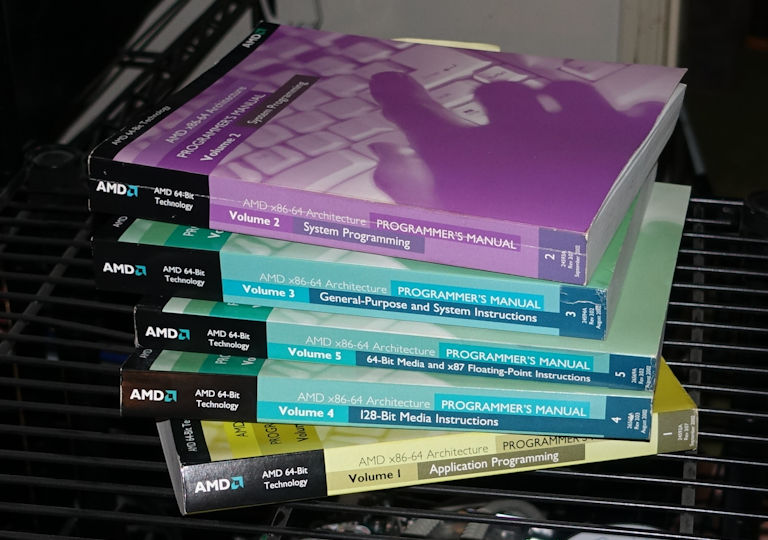
Il set di cinque volumi della Guida del programmatore per l'architettura x86-64, pubblicato e distribuito da AMD nel 2002

Le specifiche originali, create da AMD e rilasciate nel 2000, sono state implementate da AMD, Intel e VIA. La microarchitettura AMD K8, nei processori Opteron e Athlon64, fu la prima ad implementarla. Questa è stata la prima significativa aggiunta all'architettura x86 progettata da una società diversa da Intel. Intel fu costretta a seguire l'esempio e ha introdotto una famiglia NetBurst modificata che era compatibile con il software con le specifiche AMD. VIA Technologies ha introdotto x86-64 nella sua architettura VIA Isaiah, con VIA Nano.
L'architettura x86-64 è distinta dall'architettura Intel Itanium (precedentemente IA-64), che non è compatibile a livello di set di istruzioni nativo con l'architettura x86. I sistemi operativi e le applicazioni scritti per uno non possono essere eseguiti sull'altro.

## AMD64

### Storia
AMD64 fu creato in alternativa all'architettura IA-64 radicalmente diversa, progettata da Intel e Hewlett Packard. Annunciato originariamente nel 1999 mentre una specifica completa è diventata disponibile nell'agosto 2000, l'architettura AMD64 è stata posizionata da AMD sin dall'inizio come un modo evolutivo per aggiungere capacità di elaborazione a 64 bit all'architettura x86 esistente, al contrario dell'approccio di Intel con creazione di un'architettura a 64 bit completamente nuova come l'IA-64.
Il primo processore basato su AMD64, Opteron, è stato distribuito nell'aprile 2003.

## Console per videogiochi
Anche le console di ottava e nona generazione incorporano processori AMD x86-64 (escludendo la Nintendo Switch), basati sulla microarchitettura AMD Jaguar nel caso delle prime, e AMD Zen 2 nel caso di Playstation 5 e Xbox Series X/S. Firmware e giochi sono scritti in codice x86-64; nessun codice x86 legacy è coinvolto.